# Paul Brakefield
Paul Martin Brakefield (né le 31 mai 1952 à Woking) est un biologiste de l'évolution britannique et professeur de zoologie à l'Université de Cambridge, où il est également membre du Trinity College et jusqu'en 2019 directeur du Musée de zoologie. Il a précédemment occupé la chaire de biologie évolutive à l'Université de Leyde aux Pays-Bas et est président de la Linnean Society of London de 2015 à 2018. Il est surtout connu pour ses recherches sur les taches oculaires des papillons.

## Carrière
En 1987, Brakefield devient professeur de biologie évolutive à l'Université de Leyde. En 2010, il a quitte Leyde après avoir été professeur pendant 23 ans pour devenir directeur du Cambridge University Museum of Zoology. En 2011, Brakefield est élu membre du Trinity College de Cambridge. Le 22 mai 2015, Brakefield devient président de la Linnean Society of London, servant jusqu'en mai 2018,,.
Brakefield travaille principalement avec des papillons et des insectes. Entre autres sujets, ses recherches portent sur les taches oculaires des papillons, en particulier Bicyclus anynana ,. L'espèce de papillon Bicyclus brakefieldi porte son nom.
Brakefield est élu Fellow de la Royal Society en 2010. Il est élu membre étranger de l'Académie royale des arts et des sciences des Pays-Bas en 2011. Brakefield est élu membre de l'Organisation européenne de biologie moléculaire en 2014.